# اليكس الساندرو سانتوس
اليكس الساندرو سانتوس (بالبرتغالية: Alex Costa dos Santos‏) (29 يناير 1989 بسالفادور في البرازيل - ) هو لاعب كرة قدم برازيلي في مركز الدفاع. لعب مع فيورنتينا ونادي لوكوموتيف بلوفديف ونادي يوبين وOperário Ferroviário Esporte Clube ‏ ورومة إسبورتي أبوكارانا ‏ وFC Cascavel ‏ ونادي سيراين.

## روابط خارجية
- اليكس الساندرو سانتوس على موقع قاعدة بيانات كرة القدم.إي يو (الإنجليزية)
- اليكس الساندرو سانتوس على موقع Soccerway.com (الإنجليزية)